# Бальйобар
Бальйобар (ісп. Ballobar) — муніципалітет в Іспанії, у складі автономної спільноти Арагон, у провінції Уеска. Населення — 987 осіб (2009).
Муніципалітет розташований на відстані близько 350 км на північний схід від Мадрида, 75 км на південний схід від Уески.

## Демографія
Динаміка населення (INE ):